# Johann August von Ponickau
Johann August Ponickau auf Klipphausen (* 2. September 1718 in Dresden; † 26. Februar 1802 ebenda) war Bibliotheksstifter und sächsischer Kriegsrat.

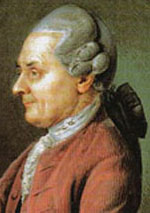
Johann August von Ponickau

## Leben
Johann August von Ponickau der Jüngere wurde geboren als der Sohn des königlich-polnischen und kurfürstlich-sächsischen Kammerherrn Johann August von Ponickau († 1747) und einer geborenen von Miltitz († 1720). Die Familie entstammt der meißnischen Linie Klipphausen des Adelsgeschlechts Ponickau. Nach seiner Schulbildung an der Fürstenschule Grimma von 1729 bis 1732 und anschließend an der Fürstenschule Meißen studierte er in Leipzig und stand zwischen 1743 und 1747 in Diensten des Herzogtums Sachsen-Gotha als Kammerjunker und Hofrat.
Bekannt wurde er durch seine umfangreiche Bibliothek zur sächsischen Geschichte, die er insbesondere aus dem ererbten Vermögen seines Vaters aufbaute und in Dresden aufstellte. Schon 1762 teilte er Georg August Langguth mit, dass die Ponickausche Bibliothek der Universität Wittenberg überlassen werden soll. Nachdem Ponickau zunehmend unter Sehschwäche litt, beschloss er, dieses Vorhaben schon zu Lebzeiten umzusetzen. Die Bibliothek wurde von 1789 bis 1791 auf seine Kosten auf dem Wasserwege von Dresden nach Wittenberg transportiert. Sie bestand damals aus etwa 16.000 Büchern und Handschriften. Seit 1794 stand die Bibliothek unter Aufsicht von Johann Samuel Göbel. Auch nach der Überführung unterstützte von Ponickau Neuanschaffungen für seine Stiftung. In seinem Testament verfügte er die Bestellung eines Kustos für die Bibliothek mit einem jährlichen Gehalt von 50 Talern.

## Geschichte der Bibliothek
Napoléon Bonaparte ließ die Universität Wittenberg 1813 schließen. Mit dem Wiener Kongress 1815 kamen die sächsischen Gebiete um Wittenberg zu Preußen. Infolgedessen wurde die Universität von Wittenberg nach Halle verlegt, wo 1817 die Vereinigte Friedrichs-Universität Halle-Wittenberg gegründet wurde. Als Ersatz bekam Wittenberg das evangelische Predigerseminar. Die durch Auslagerung geschützte Universitätsbibliothek der Wittenberger Hochschule gelangte dadurch in großen Teilen an die Universität in Halle. Einzig der Bestand der theologischen Fakultät verblieb in der Bibliothek des Predigerseminars in Wittenberg, so dass die Ponickausche Sammlung in Halle eine neue Heimat fand. Seit Juli 2007 wurde, gefördert durch die Deutsche Forschungsgemeinschaft, der Bestand an Werken des 17. Jahrhunderts digitalisiert und damit schrittweise öffentlich zugänglich. Das Projekt wurde im Juli 2009 abgeschlossen und steht Interessierten zur digitalen Einsicht zur Verfügung.

### Stempel
Die im Bestand der Bibliothek erfassten Bücher wurden u. a. durch einen Stempelabdruck, mit der Inschrift „BIBLIOTHECA PONICKAVIANA“, gekennzeichnet.